# Emphyleuscelus bifrons
Emphyleuscelus bifrons es una especie de coleóptero de la familia Attelabidae.

## Distribución geográfica
Habita en Colombia.